# Томас Абт
Томас Абт (на немски: Thomas Abbt) е германски философ и писател, работил върху популяризирането на философията и развитието на немската литература.

## Биография
Роден е на 25 ноември 1738 г. в Улм, Свещена римска империя, в семейството на местен шапкар. След завършване на гимназията в Улм през 1756 година, влиза в университета Хале, където изучава философия и математика. От 1760 г. е преподавател по философия във Франкфурт на Одер, а малко след това и по математика в Ринтелн. В годините 1761 – 1762 преподава и двата предмета в Берлин.
По време на престоя си там той се запознава с Кристоф Фридрих Николай, както и с част от „Берлинския кръжок“, а също се сближава с Мозес Менделсон, работещ под псевдонима B в списание „Писма на съвременната немска литература“.
Малко по-късно, след почти една година престой във Франция, Абт решава да посети женевския писател и философ Волтер във Ферне.
През 1765 г. придобива известност, публикувайки разни творби в Берлин, главно пишейки „За заслуги“ (Vom Verdienst). През същата година приема предложение да стане придворен съветник на граф Вилхелм Шаумбург-Липе, но умира скоро от хемороиди на 27-годишна възраст.
След смъртта му К. Ф. Николай публикува негови творби под заглавието „Смесени творби“ (Vermischten Werke) (в 6 т. 1768 – 81 г., 2-е изд. 1790 г.).

## Творби
- Correspondenzen mit Mendelssohn und Nicolai
- Gedanken von der Einrichtung der ersten Studien eines jungen Herrn von Stand (1765)
- Fragmente der portugiesischen Geschichte
- Über die Freundschaften der Frauenzimmer
- Untersuchung, ob Gott selbst Moses begraben habe (EA 1757)
- Vom Einflusse des Schönen auf die strengeren Wissenschaften
- Vom Tode für das Vaterland (EA 1761)
- Vom Verdienste (EA 1765)
- Von der Gewißheit in sinnlichen, theoretischen und moralischen Wahrheiten

### По-нови издания
- Vermischte Werke, Nachdruck der 3-bändigen Ausgabe Berlin und Stettin 1772 – 1782; Hildesheim, Olms 1978
- Vom Verdienste, Nachdruck der Ausgabe Goslar und Leipzig 1766; Scriptor, Königstein 1978 ISBN 3-589-15200-1

## За него
- Николай, „Ehrengedächtnis Thomas A-s“ (Берлин, 1767)
- Хердер, „Ueber Thomas A-s Schriften“ (Рига, 1768)
- Annie Bender, Thomas Abbt. Bonn, Cohen, 1922
- Eva J. Engel, Moses Mendelssohns Briefwechsel mit Lessing, Abbt und Iselin. Leipzig, Rosa-Luxemburg-Verein 1994 ISBN 3-929994-30-5
- Edmund Pentzhorn, Thomas Abbt. Giessen, Univ. Diss., 1884